# Viksälven
Viksälven är en älv i Arvika kommun som avvattnar sjön Racken och mynnar i Kyrkviken som är en avsnörd vik av Glafsfjorden. Älven är cirka 10 kilometer lång, 2 till 8 meter bred och 0,3 till 2,5 meter djup. Den är reglerad vid Segerfors bruk som en tidigare sågverksdamm och vid Gate som en mindre kraftverksdamm.
Lillälven är ett vänsterbiflöde som avvattnar sjön Ullen.
I älven bedrivs fritidsfiske av utplanterad regnbågsöring samt naturlig bäcköring, gädda och abborre.